# Nyhammar
Nyhammar är en tätort i Ludvika kommun cirka 25 km nordväst om Ludvika och cirka 3 km norr om Grangärde. Nyhammar har en gammal bevarad bruksmiljö. Idag finns affärer, brandstation, bibliotek samt Nyhammars kraftstation. Orten domineras av industriföretagen Nyhammars Bruk AB och LogWeld AB. 

## Historia
Nyhammar med omgivning har sedan medeltiden och kanske ännu längre tillbaka, varit järnbruksbygd. Abeckshyttan anlades på 1600-talet och sedan dess har olika industriverksamheter satt sin prägel på orten. Här har varit såväl kamintillverkning som elektriska och mekaniska verkstäder. Namnet "Nyhammar" härstammar från hammarsmedjan ("Nya Hammaren") vid Frötjärnens södra fördämning och är belagd sedan 1694.
En karta från 1816 visar ortnamnet Nyhammar där stångjärnssmedjan låg och en omfattande bebyggelse vid Stenberget. 1832 slogs Abäckshyttan och smedjan i Stenberget ihop och verksamheten drevs gemensamt vid Mångdala efter Norrboån. På Häradskartan från 1866/67 kallas platsen för Stångjärnssmedja. Senare betecknas platsen som Gamla Smedjan. Därefter, omkring 1875, hade orten Nyhammar bildats längre söderut vid Abäckshyttan där det fortfarande ligger idag. År 1902 öppnades Stockholm–Västerås–Bergslagens Järnvägars utbyggnadsetapp mot Ludvika och 1904 mot Björbo, 1985 gick sista godståget mellan Ludvika och Nyhammar. Stationsbyggnaden i Nyhammar var ritad av Erik Lallerstedt.

### Stenberget

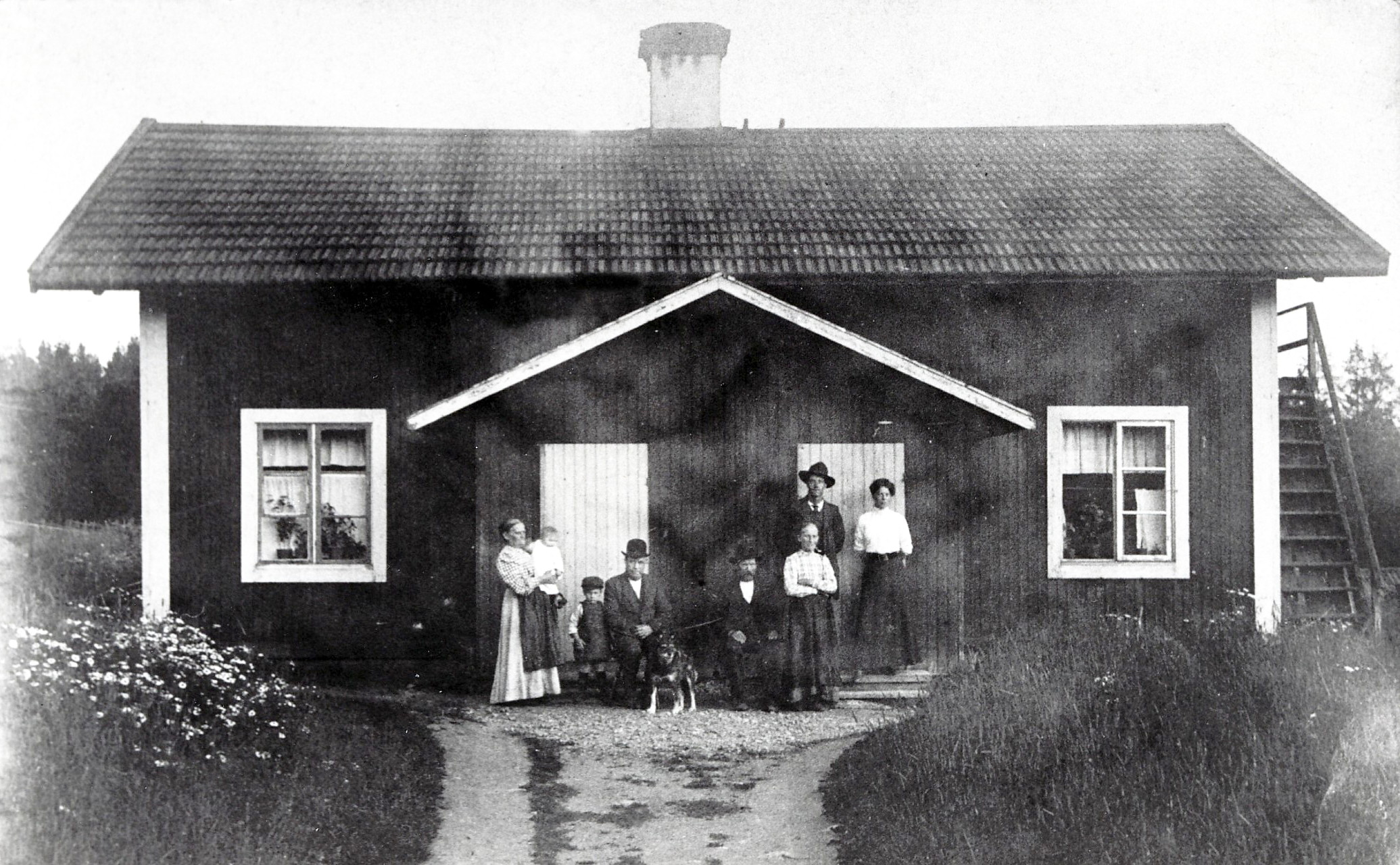
Dammvaktarbostaden Stenberget, 1910.

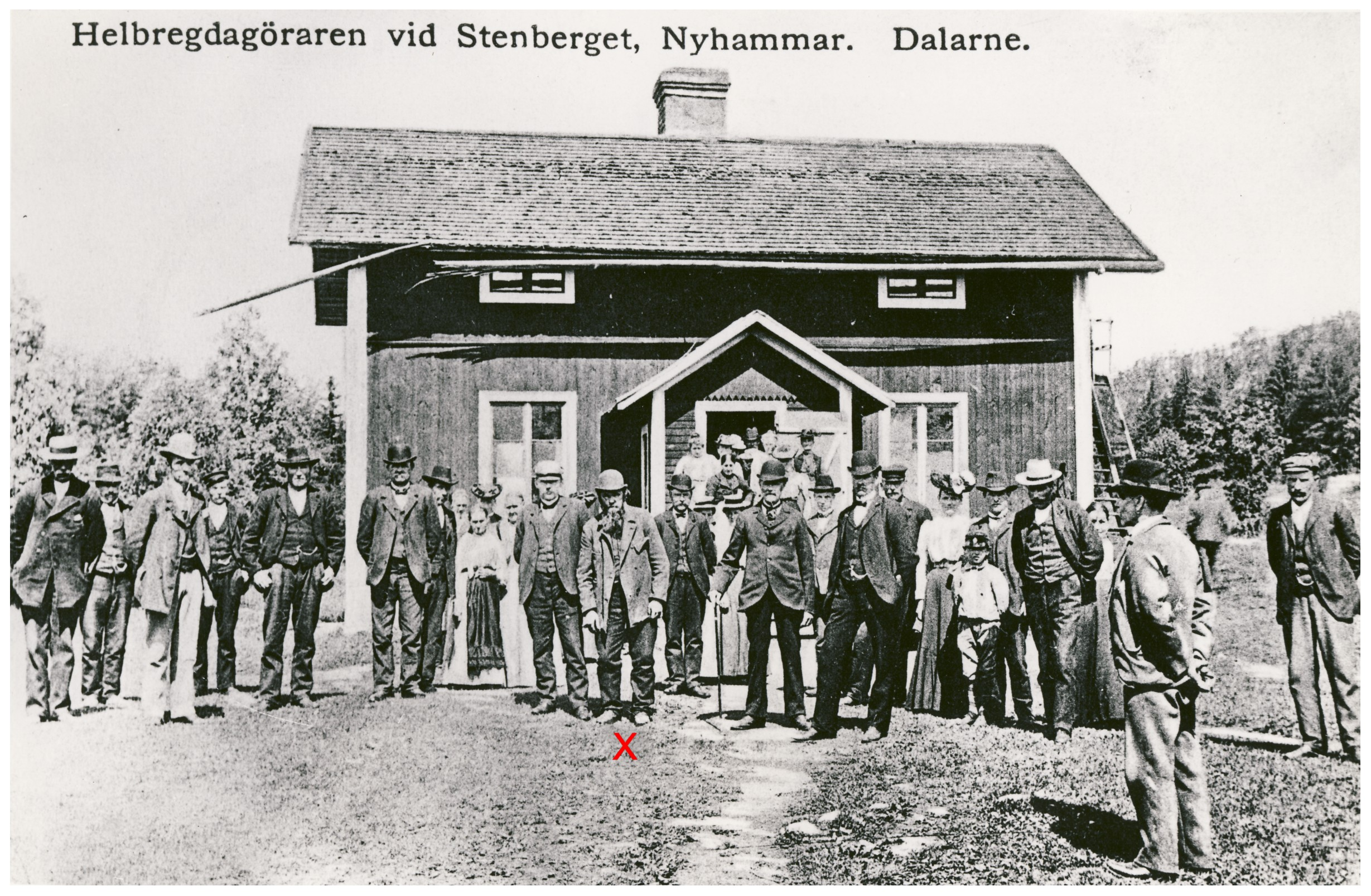
"Nybo-Kalle" med sina patienter ca 1908

Vid Nydammens norra del fanns sedan 1650-talet en stångjärnssmedja. Platsen var väl vald, här fanns vattenkraft, skogen för framställning av träkol och en vägförbindelse (Björbovägen) för transporten. Björbovägens sträckning gick förbi Stenbergsstugorna och vidare mellan Frötjärnen och Nydammen mot norr. Vägsträckningen ändrades på 1930- och 1960-talen, idag är det riksväg 66. Vägen är en mycket gammal färdväg och har fungerat som kommunikationsled sedan förhistorisk tid. Den var en del av förbindelsen mellan Mälardalen och Västerdalarna. 
Längs den gamla vägen finns en del fornminnen, exempelvis en väghållningssten och ett offerkast. Enligt en sägen var det den fornnordiska sagokungen Bröt-Anund som lät "bryta" vägen på 800-talet.
Bofast befolkning vid Stenberget fanns först vid 1600-talets slut. När byn Stenberget var som störst fanns omkring tio familjer i området. Den äldsta dokumenterade boende på Stenberget var mästarsmeden Anders Larsson (1633–1699) med hustru Elisabeth Andersdotter, den sista bofasta i dammvaktarbostället var Fredrik Jacobsson (1850–1948) med hustru Sara. Om honom och platsen skrev Ludvika Tidning den 29 oktober 1946 under rubriken "STENBERGET, en idyll i Nyhammar":
"...Det är Stenberget, en idyllisk plats, som av atmosfären att döma ligger längre bort från samhället, än vägmätaren utvisar. Inte ens elektriciteten har nått dit. Men där bor lugnet och stillheten. I Stenberget bli gubbarna hundra år och katterna tjugo... (här) bor 92-åringen Fredrik Jakobsson. Pigg och kry och med glimten ännu kvar i ögonen..."
Numera påminner bara två äldre stugor vid Stenberget att det har funnits en rätt så stor bebyggelse i trakten som alltså var orten Nyhammars föregångare. Den ena kvarvarande stugan beboddes av undergöraren Nybo-Kalle, Karl Persson (1863–1915) omkring 1908, i den andra, mot Stenbergstjärn (även Nydammen), bodde smeder, skogvaktare och dammvaktaren.

### Befolkningsutveckling
| Befolkningsutvecklingen i Nyhammar 1960–2020 | Befolkningsutvecklingen i Nyhammar 1960–2020 | Befolkningsutvecklingen i Nyhammar 1960–2020 | Befolkningsutvecklingen i Nyhammar 1960–2020 | Befolkningsutvecklingen i Nyhammar 1960–2020 |
| -------------------------------------------- | -------------------------------------------- | -------------------------------------------- | -------------------------------------------- | -------------------------------------------- |
|                                              |                                              |                                              |                                              |                                              |
| År                                           |                                              |                                              | Folkmängd                                    | Areal (ha)                                   |
| 1960                                         | 1960                                         |                                              | 880                                          |                                              |
| 1965                                         | 1965                                         |                                              | 876                                          |                                              |
| 1970                                         | 1970                                         |                                              | 818                                          |                                              |
| 1975                                         | 1975                                         |                                              | 869                                          |                                              |
| 1980                                         | 1980                                         |                                              | 1 002                                        |                                              |
| 1990                                         | 1990                                         |                                              | 890                                          | 172                                          |
| 1995                                         | 1995                                         |                                              | 772                                          | 175                                          |
| 2000                                         | 2000                                         |                                              | 682                                          | 175                                          |
| 2005                                         | 2005                                         |                                              | 686                                          | 178                                          |
| 2010                                         | 2010                                         |                                              | 654                                          | 176                                          |
| 2015                                         | 2015                                         |                                              | 1 052                                        | 245                                          |
| 2020                                         | 2020                                         |                                              | 987                                          | 243                                          |
| Anm.: sammanväxte 2015 med Grangärde         |                                              |                                              |                                              |                                              |

### Historiska bilder

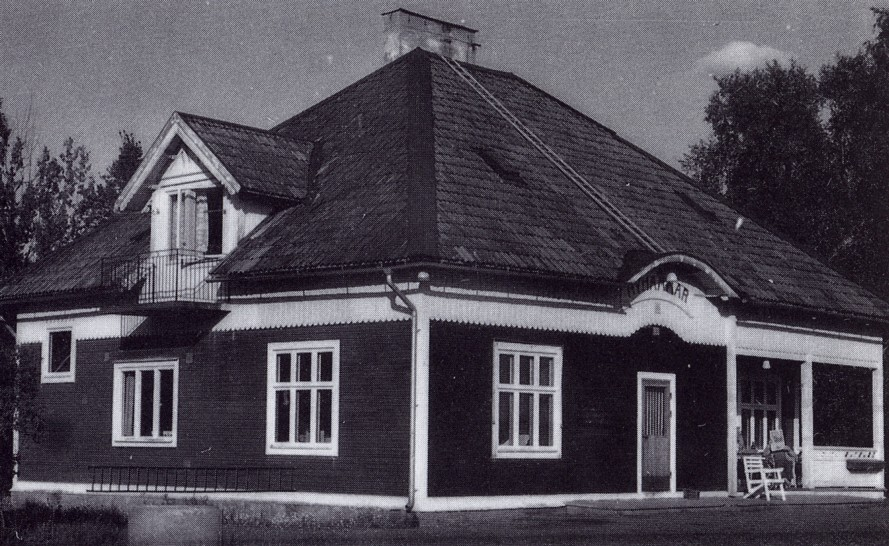
Nyhammar station 1910
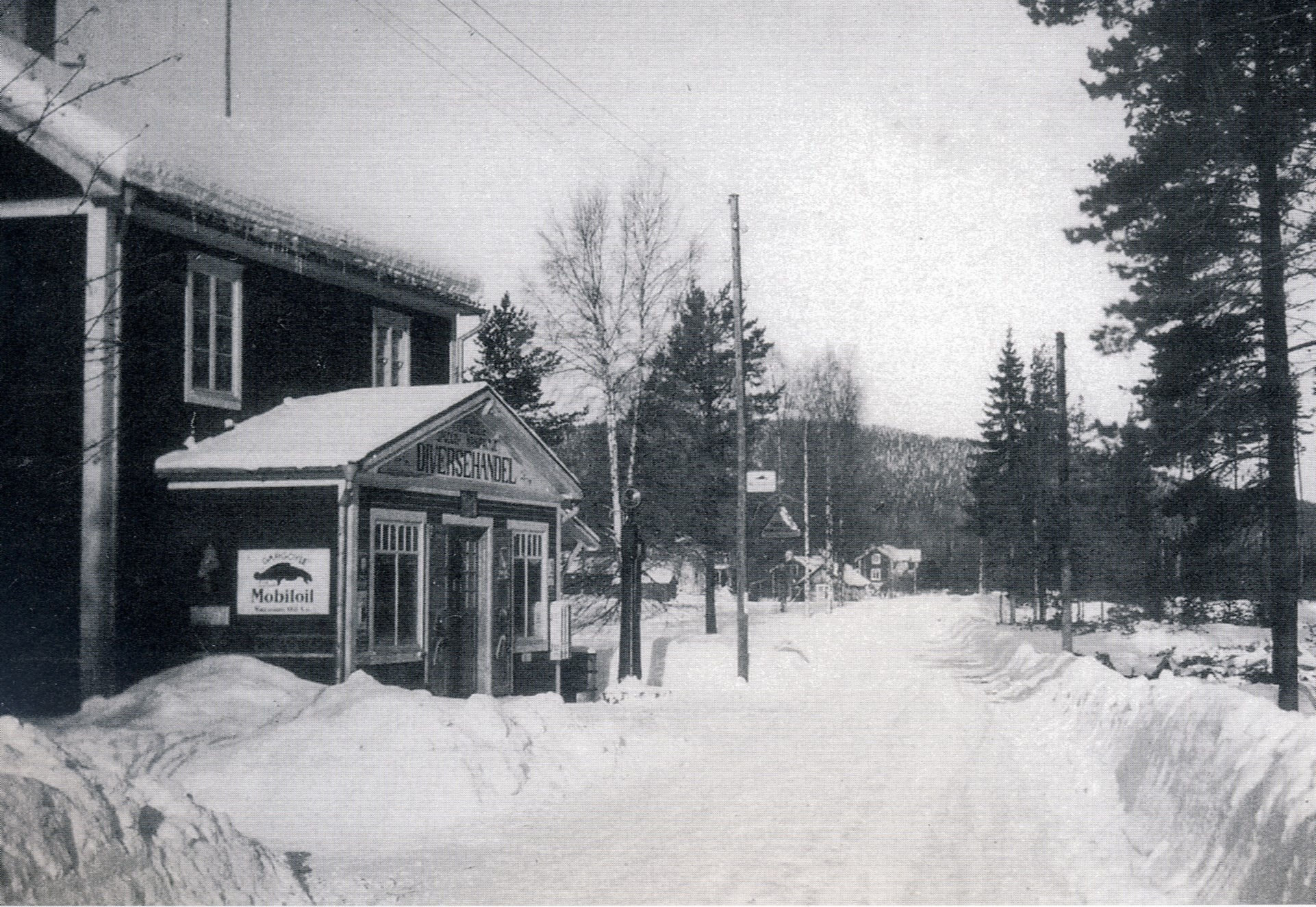
Bloms diversehandel 1940
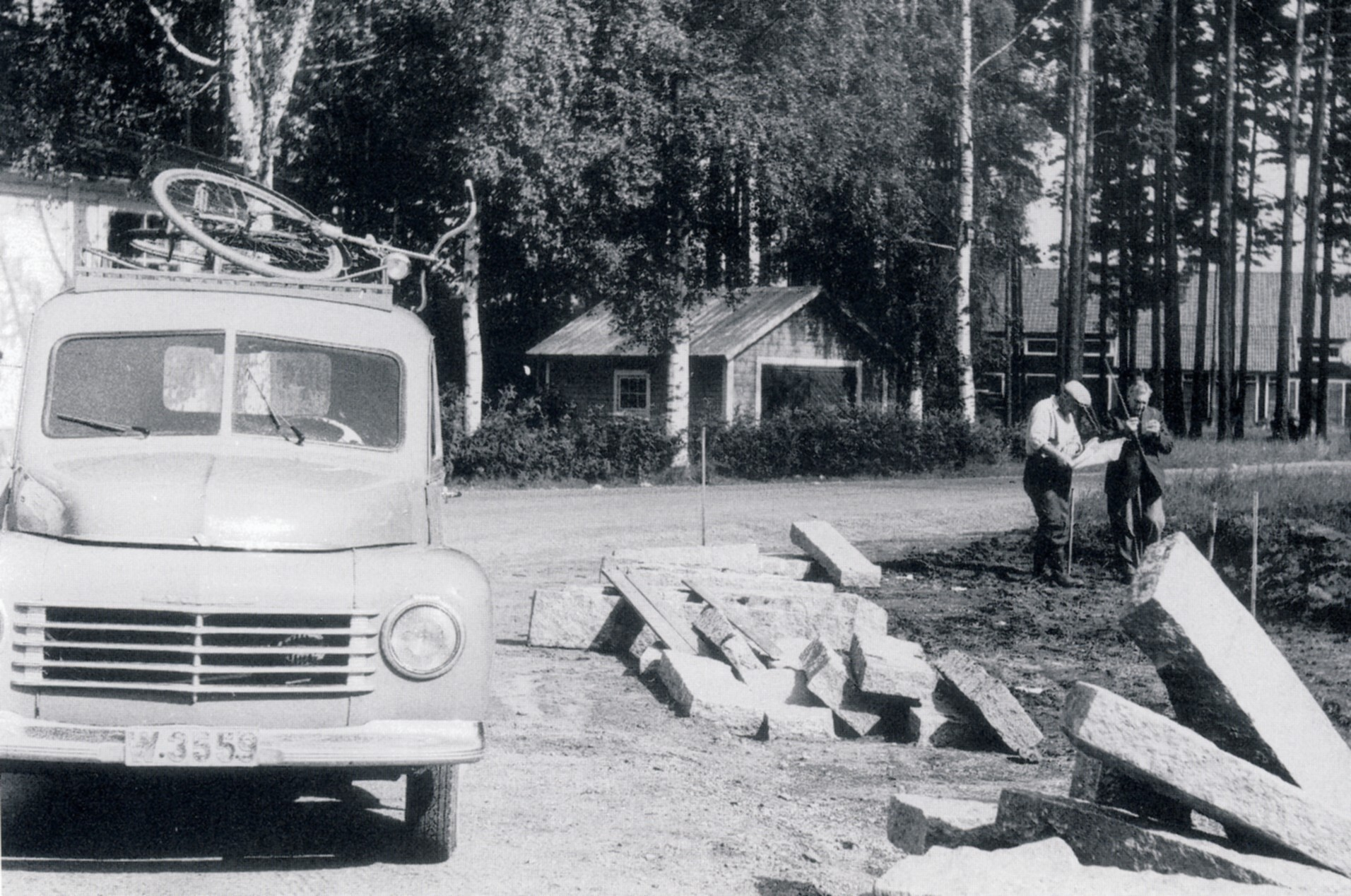
Arbeten med torget 1950
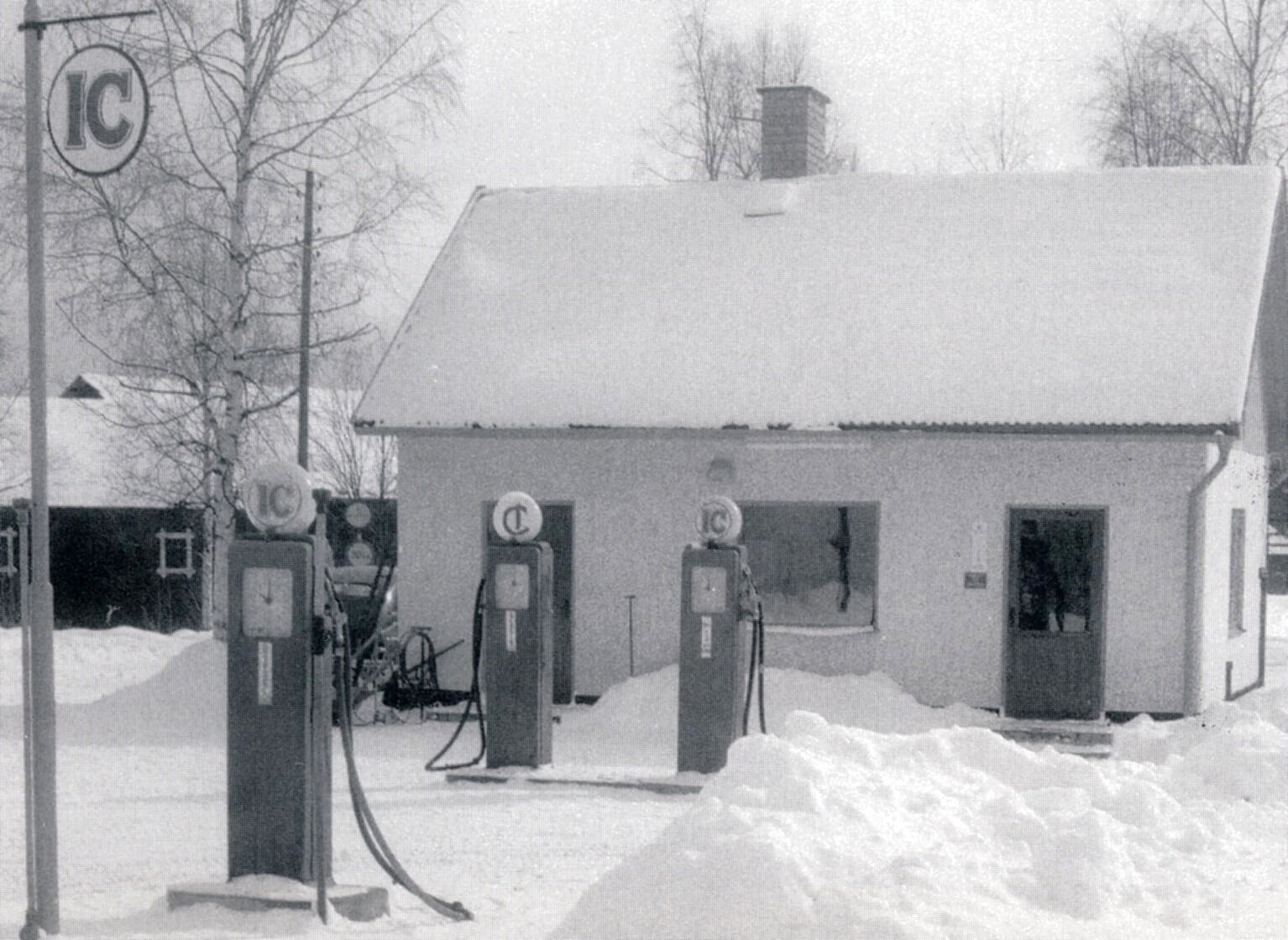
IC-macken vid torget 1960

## Byggnader

### Nyhammars herrgård
Herrgården finns intill riksväg 66 vid Nyhammars södra infart. Nyhammars herrgård uppfördes 1810 som förvaltarbostad och kontor för Nyhammars bruk. Sitt nuvarande utseende fick byggnaden år 1855 och i en senare ombyggnad av Hagström & Ekman. I augusti 1913 bodde Rysslands tsar Nikolaj II med sällskap på herrgårdens övervåning. Samma år besökte även den svenske kungen Gustav V både herrgården och Nyhammars bruk. Som transportmedel användes Stockholm–Västerås–Bergslagens Järnvägar.
Nyhammars herrgård inrymde under många år brukskontoret. Till anläggningen hör även de gamla kvarnbyggnaderna strax norr om herrgården. Här arrangeras utställningar. Nyhammars herrgård är en del av Ekomuseum Bergslagen.

### Nyhammars brukskontor
Brukskontoret ligger mellan Nyhammars herrgård och riksväg 66. Det pampiga herrgårdsliknande huset byggdes 1916 och övertog då funktionen som kontor åt bruket. Där hade disponenten sin arbetsplats liksom kontorspersonalen, bokhållare, ett antal ritare och konstruktörer. Dessutom fanns ett stort kartarkiv som omfattade över 200 kartor. I byggnaden inrymdes även bruksarkivet med ett stort antal handlingar. I brukskontoret finns idag ett mindre familjeägt bageri och konditori med 35 sittplatser på bottenvåningen. Ägarna som även bor i husets övre våningar härstammar från 3 generationer arbetare vid Nyhammars bruk.

### Nyhammars kraftstation
Nyhammars kraftstation ligger vid södra sidan av samhället och väster om riksväg 66 medan svalltornet står öster om vägen. Anläggningen invigdes år 1914. Vattenkraften hämtas från bland annat Malingarna, Frötjärnen och Stenbergstjärnen (Nydammen), varifrån vatten leds via en grävd kanal (kallad Sirapsbäcken respektive Abäcken), några naturliga vattendrag och slutligen en trätub till turbinhuset. Maximal fallhöjd är 27 meter och normal årsproduktion ligger på 3 100 MWh. Anläggningen ägs och drivs av VB Energi.

### Bilder

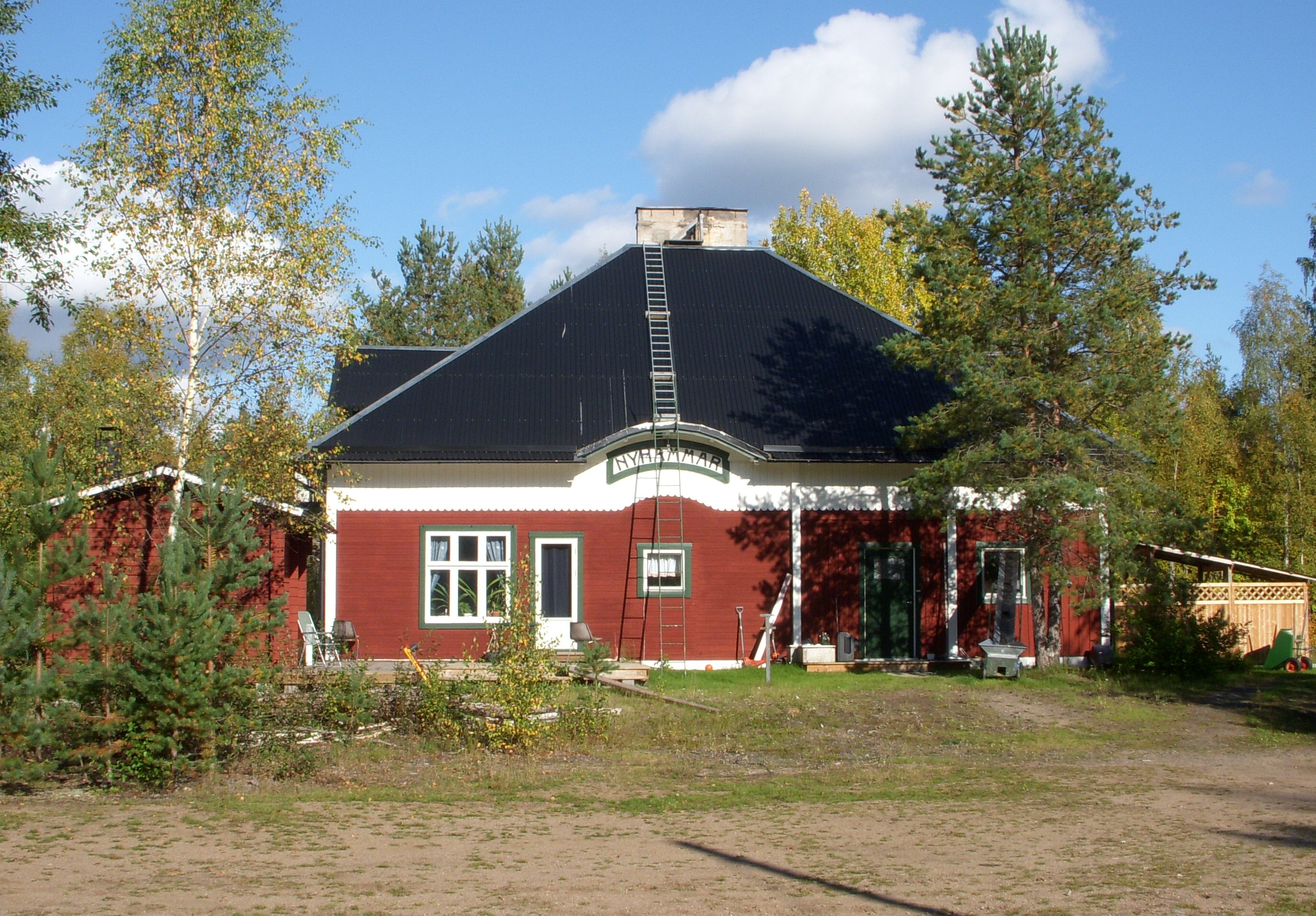
Nyhammars gamla stationsbyggnad
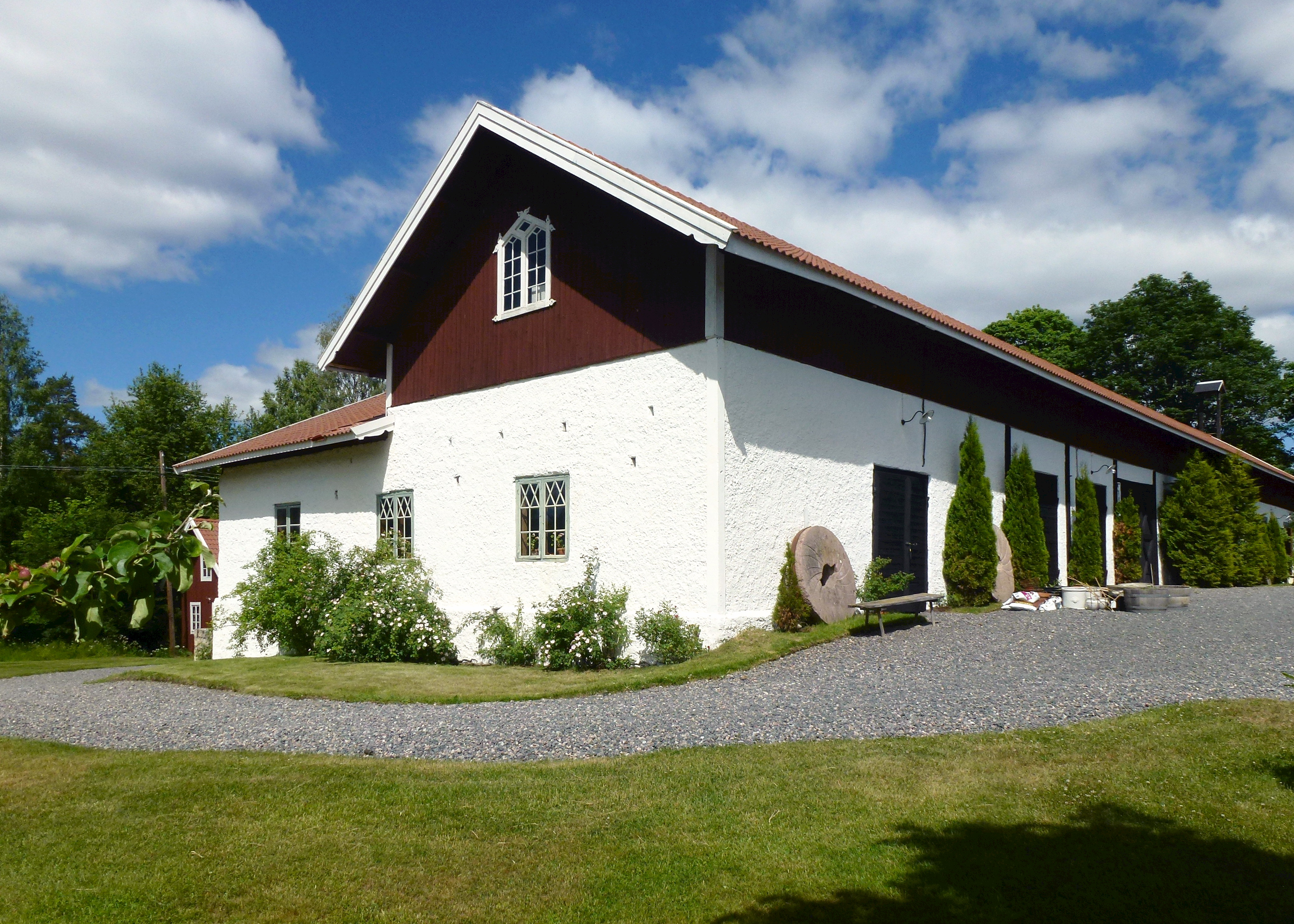
Kvarnbyggnaden vid herrgården
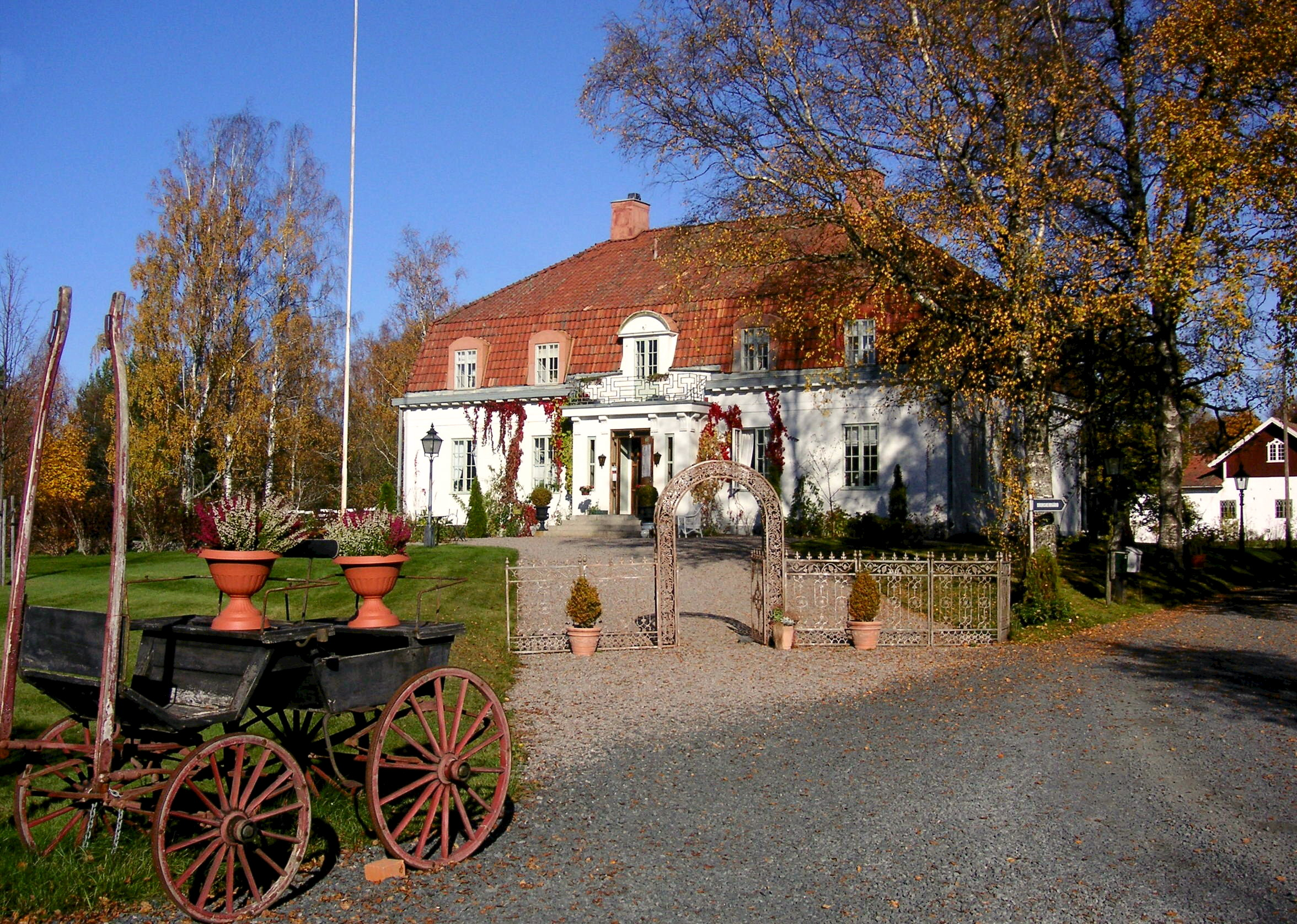
Nyhammars Brukskontor 2008.
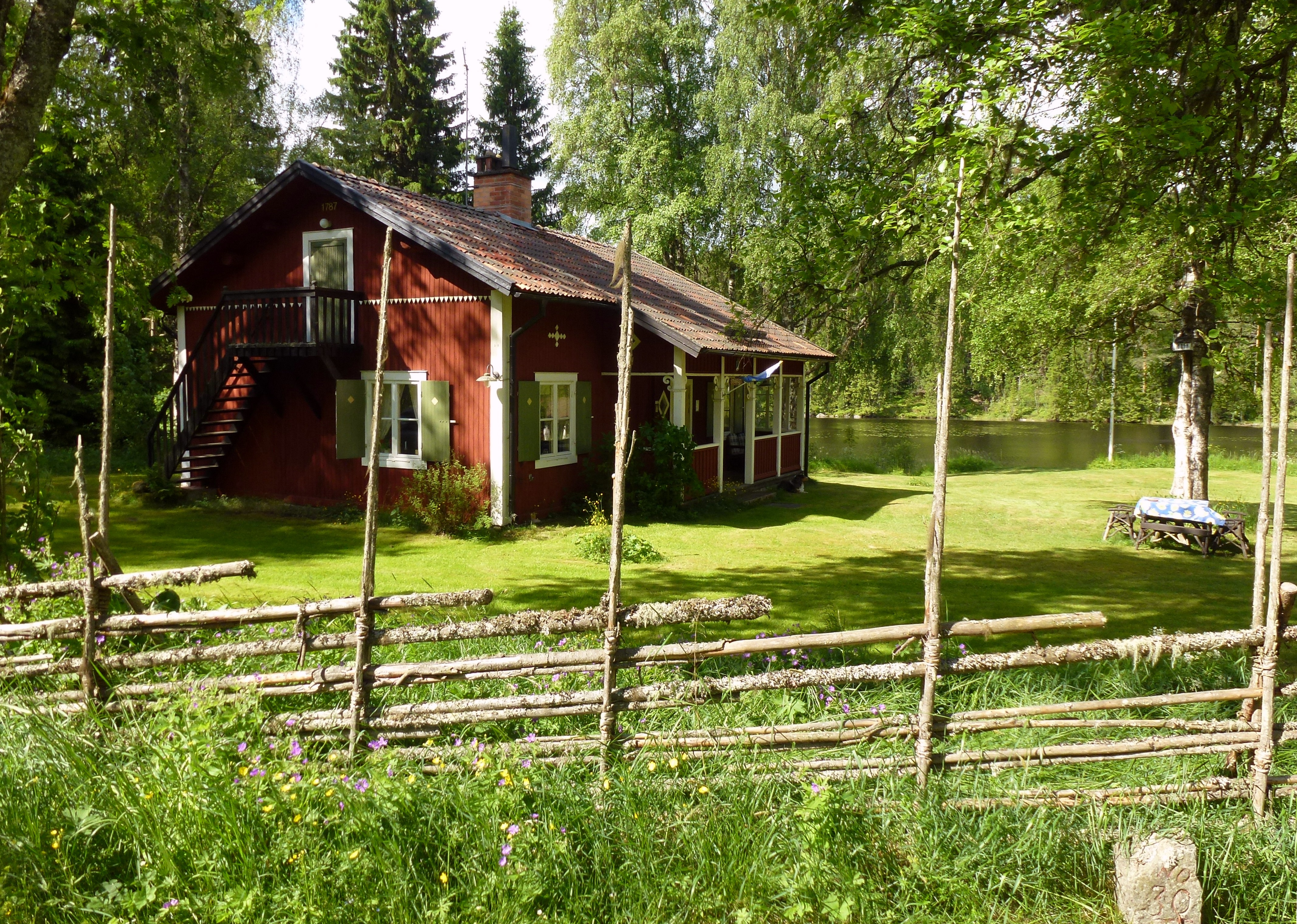
Stenbergsstugan

## Näringsliv

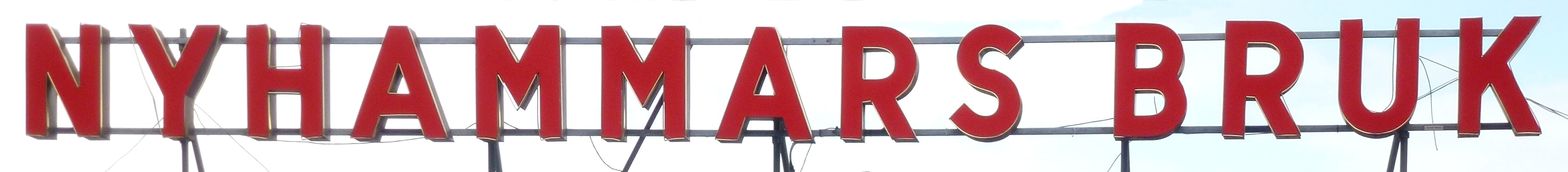

Nyhammars dominerande industri var och är Nyhammars bruk med anor tillbaka till 1500-talet. Här tillverkades allt mellan utsmidd tackjärn till elektriska 3-fasmotorer. Idag är verksamheten inriktad på tillverkning av tunga plåtkonstruktioner och maskinbearbetning. Av gammalt finns nu inte mycket kvar. Smedjan är riven sedan länge, likaså hyttan, men i Mångdala står ruinerna efter dess slaggstensmurade väggar kvar, mjukt inbäddade i grönskan.

## Omgivningen

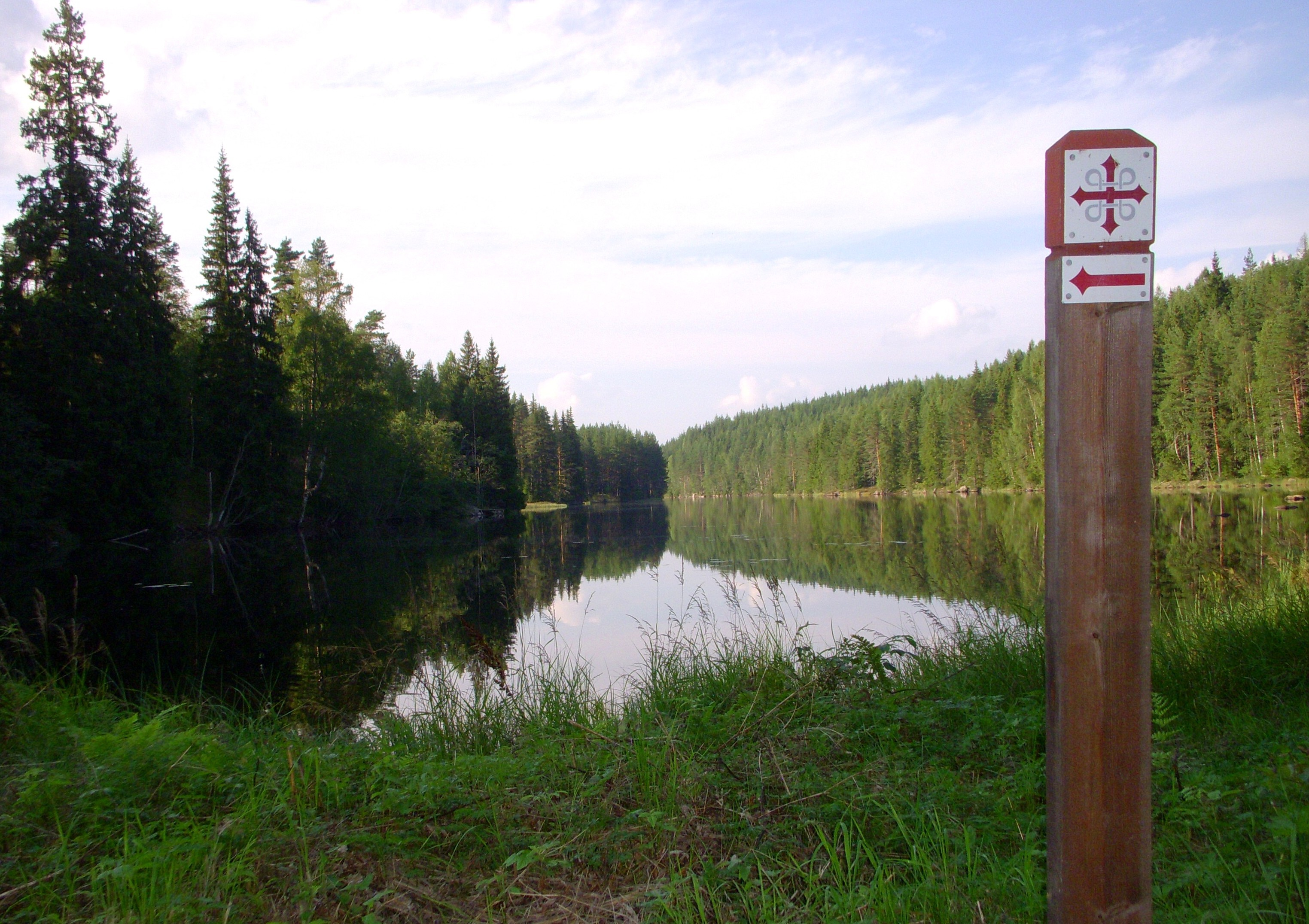
Markering för "Pilgrimsleden Västerbergslagen" vid Frötjärnen.

### Pilgrimsleden
Förbi Stenberget och sjön Frötjärnen leder Pilgrimsleden Västerbergslagen som invigdes i maj 2003. Leden genom Västerbergslagen följer sjöarna Barken och Väsman genom Söderbärke socken, Norrbärke socken, Ludvika socken och Grangärde socken samt längs sjöarna Malingarna och vidare norrut. Det är en del av den stora pilgrimsleden från Mälardalen till Nidarosdomen i Trondheim (se även Nidarosvägarna). På den vallfärdade människor i över 500 år genom Sverige till heliga platser för att göra bot och köpa syndernas förlåtelse genom ett avlatsbrev. Här ska pilgrimer ha vandrat för att besöka Sankt Olofs grav i Norge och då är man tillbaka på 1000-talet.
Den nuvarande Pilgrimsleden är en helt ny markerad vandringsled för den nutida människan som vill vandra i pilgrimers spår.

### Bilder

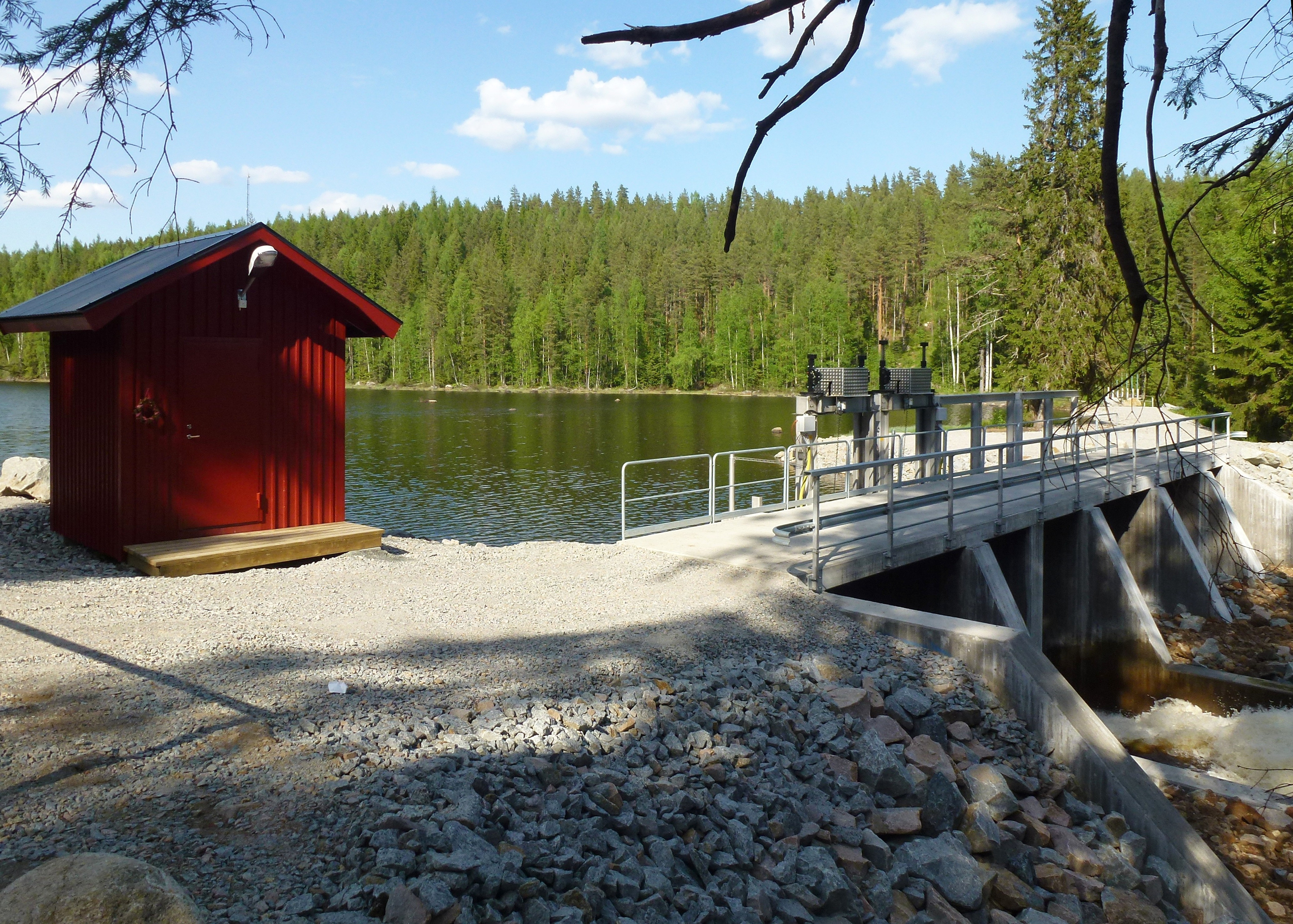
Nya dammen vid Frötjärnen
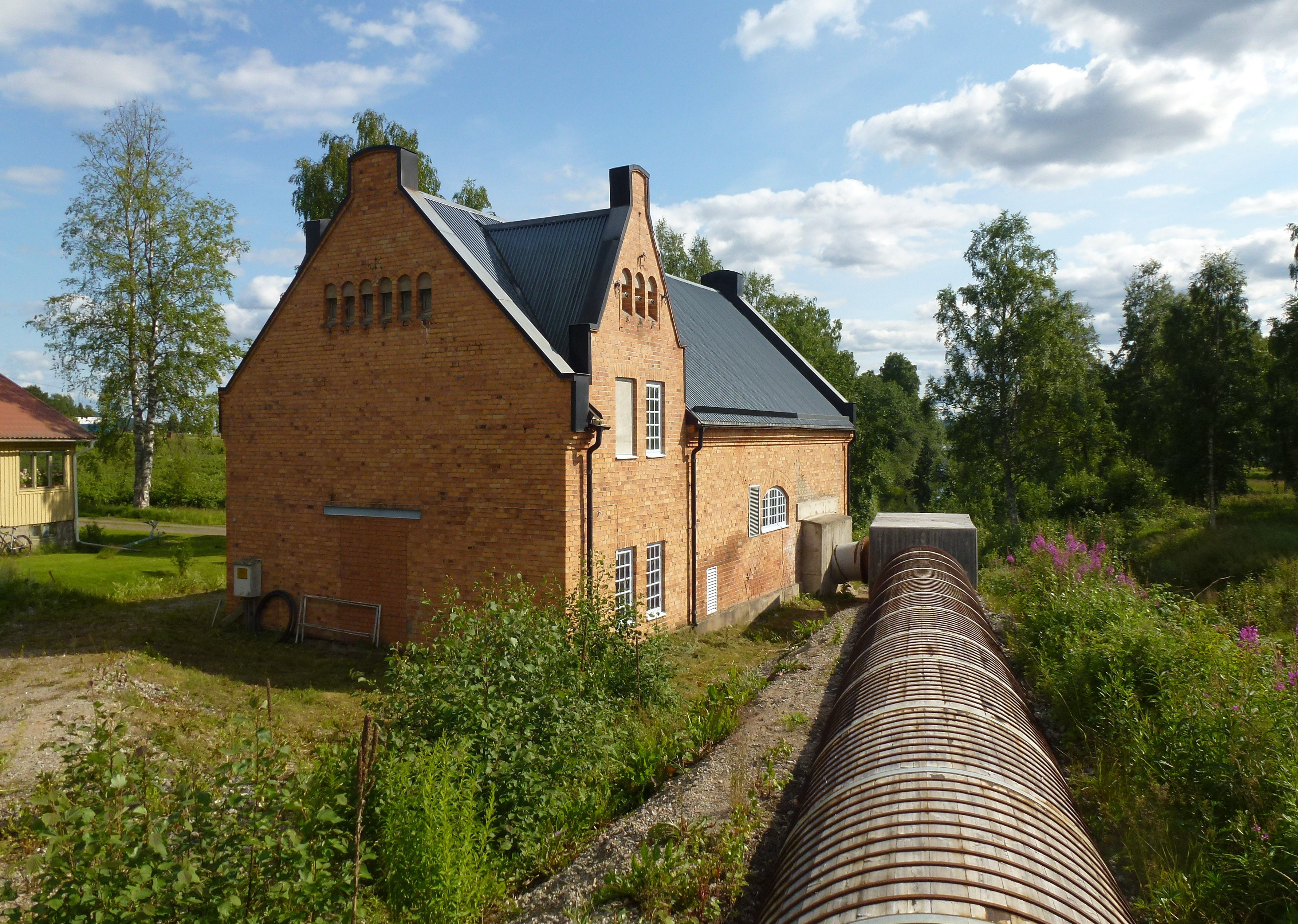
Nyhammars kraftstation
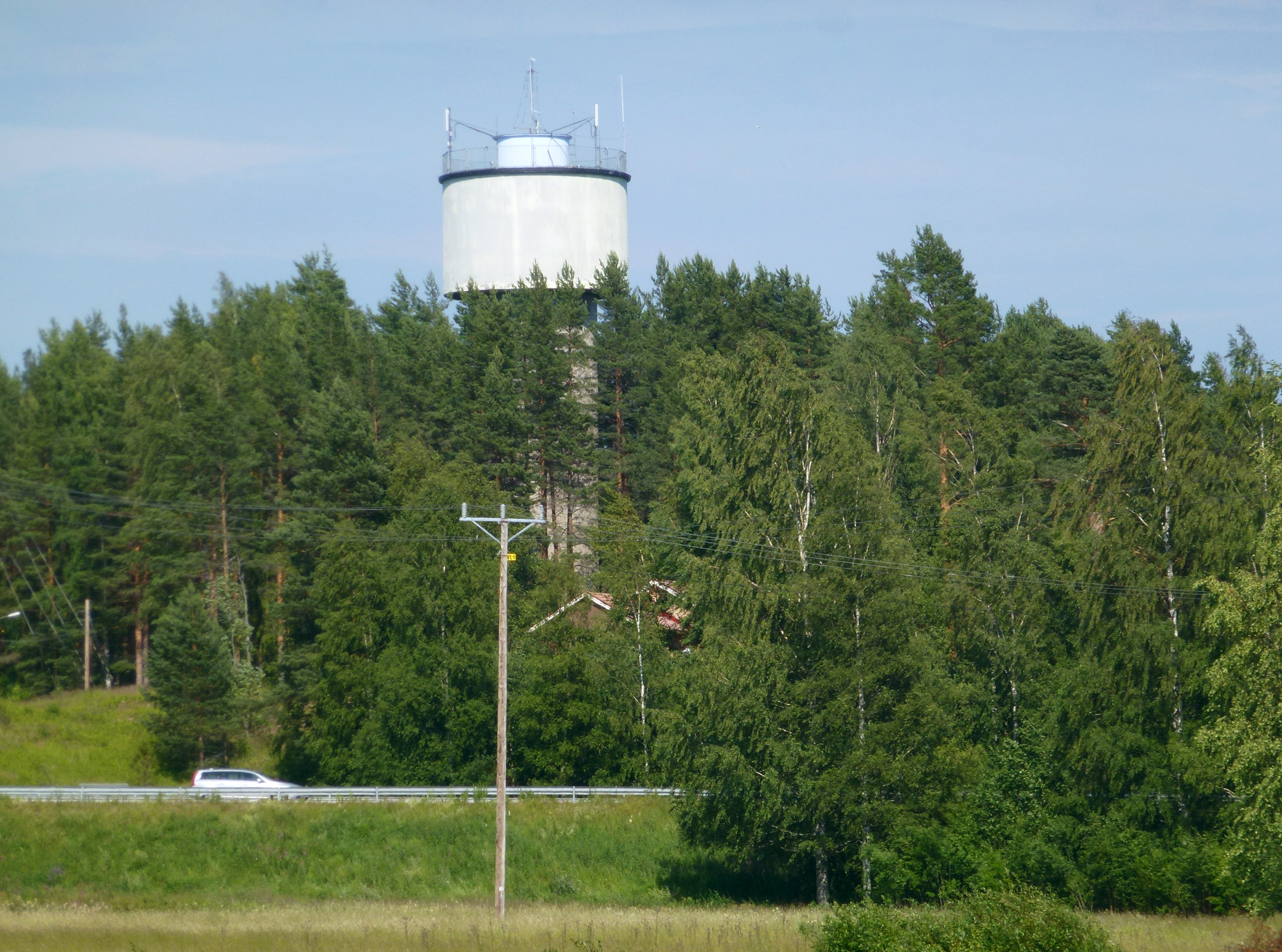
Kraftstationens svalltorn
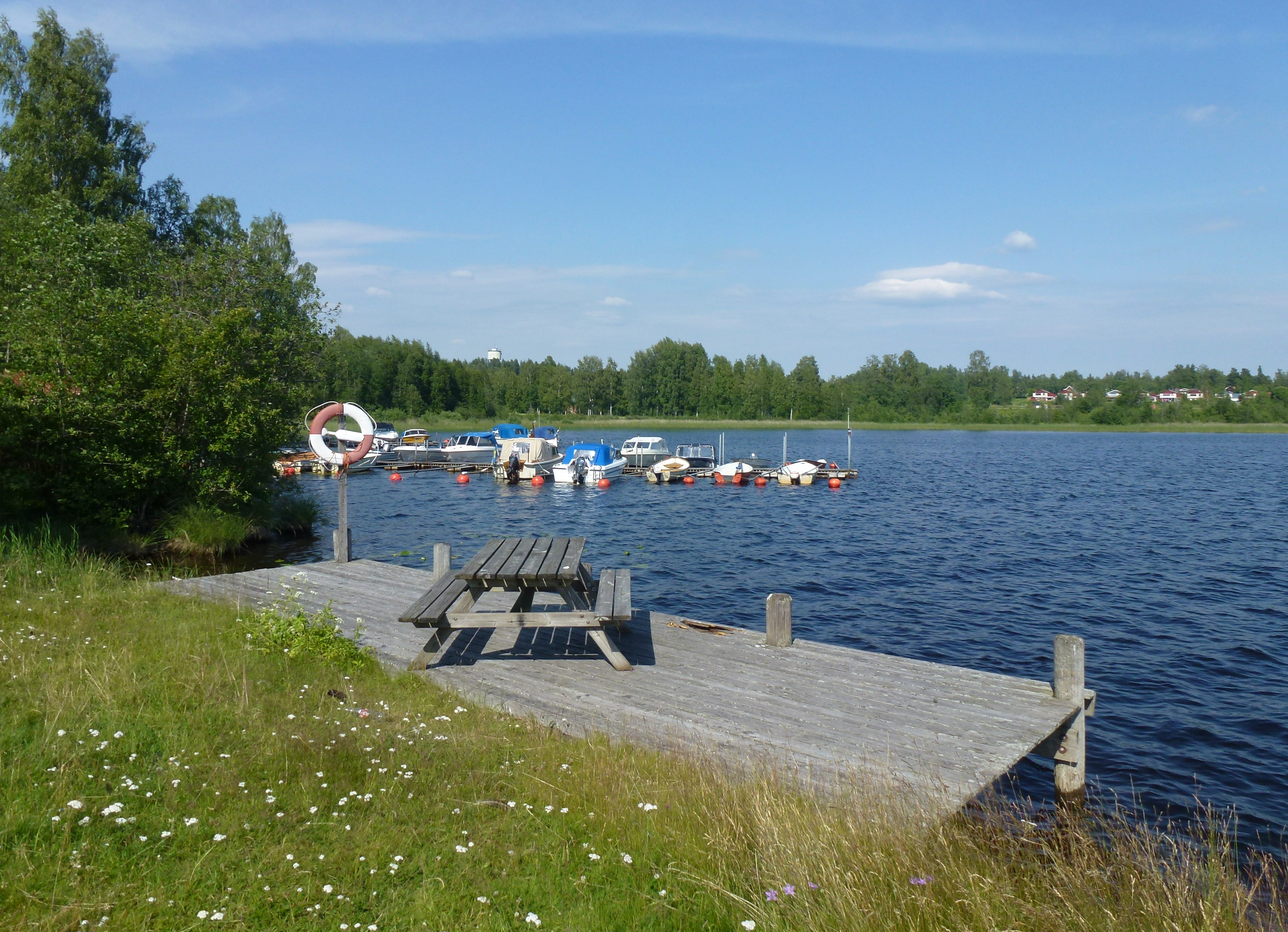
Gamla hamnen vid Korsnäsudden

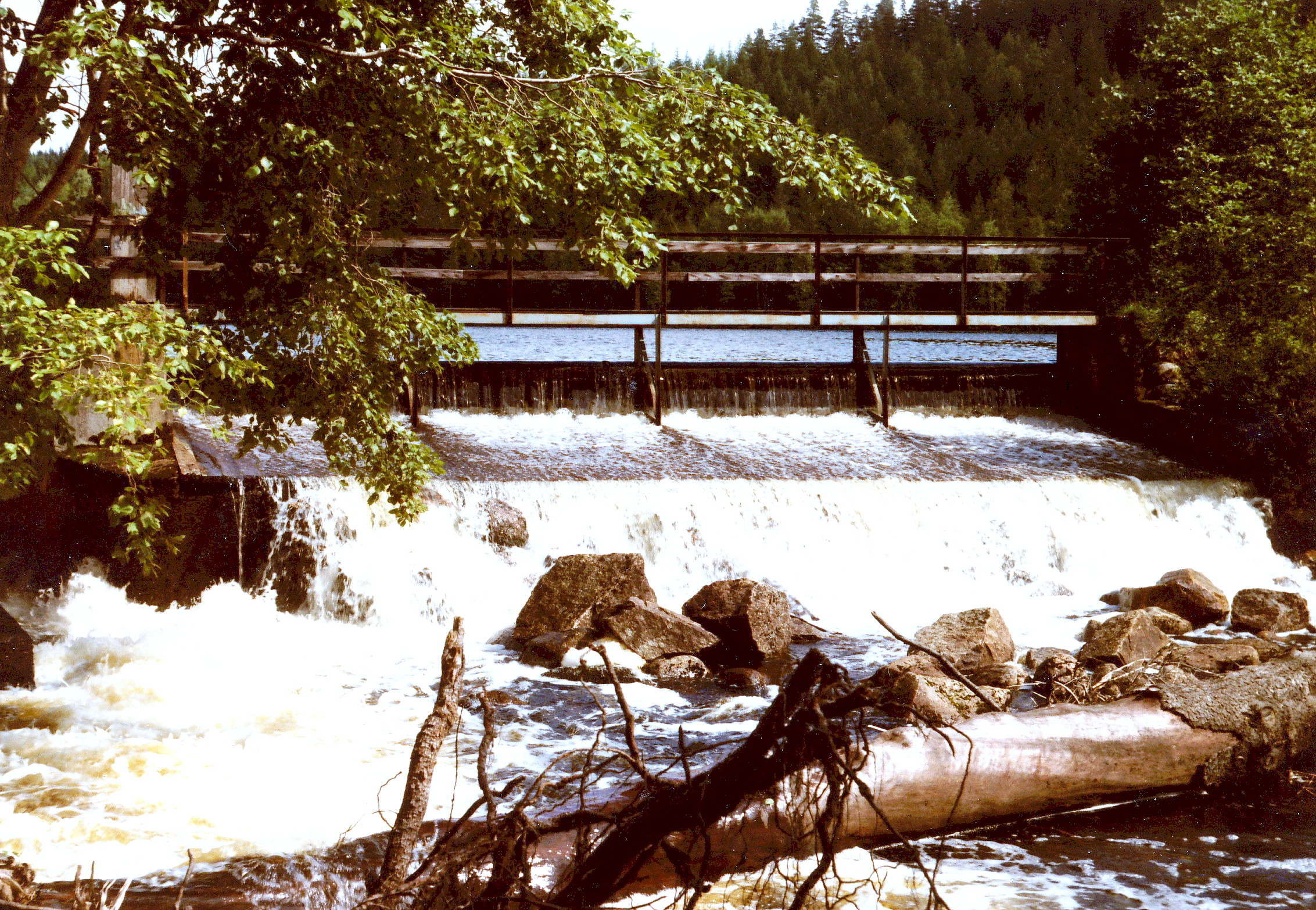
Gamla dammen vid Frötjärnen 1984
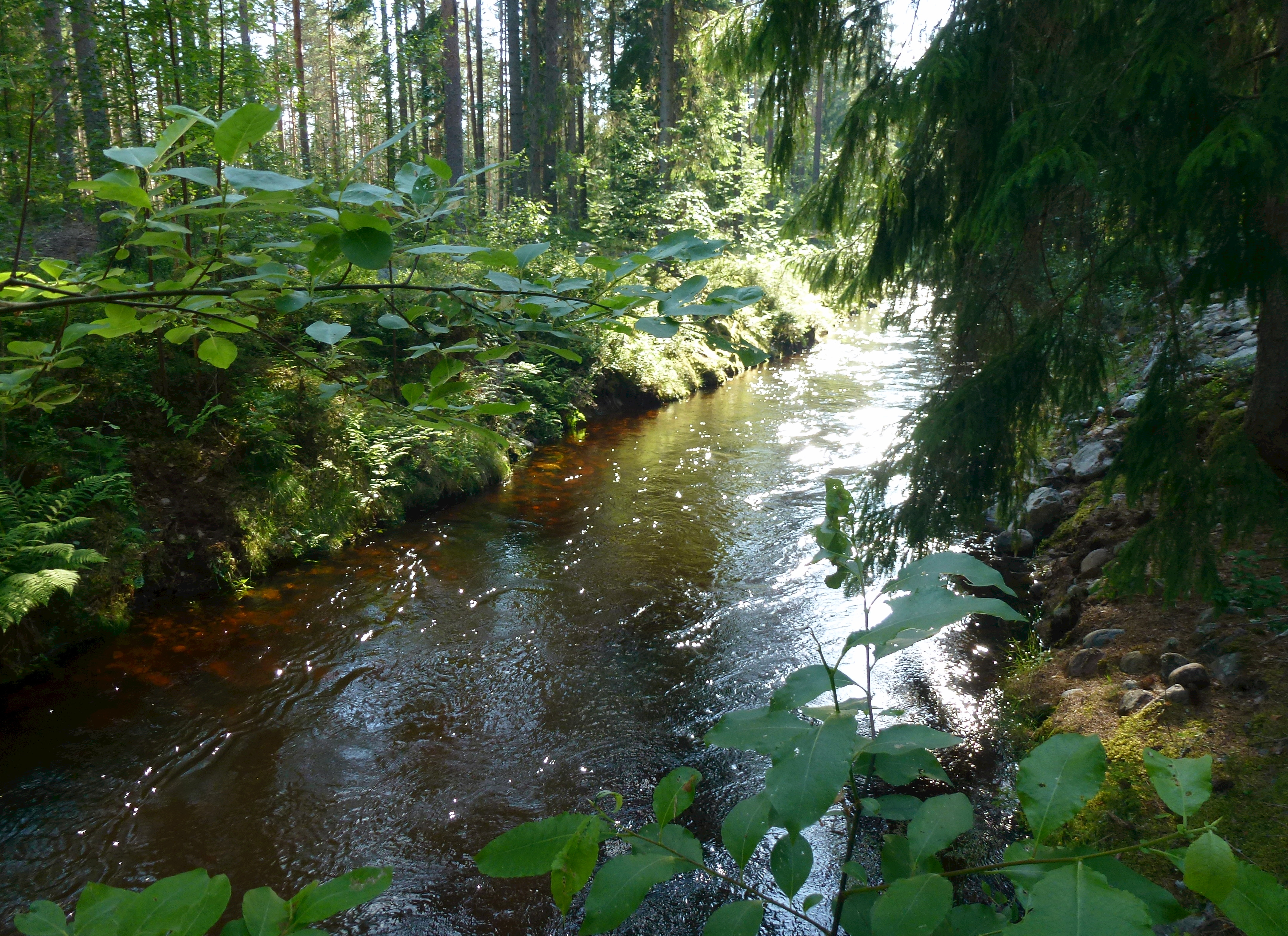
Sirapsbäcken
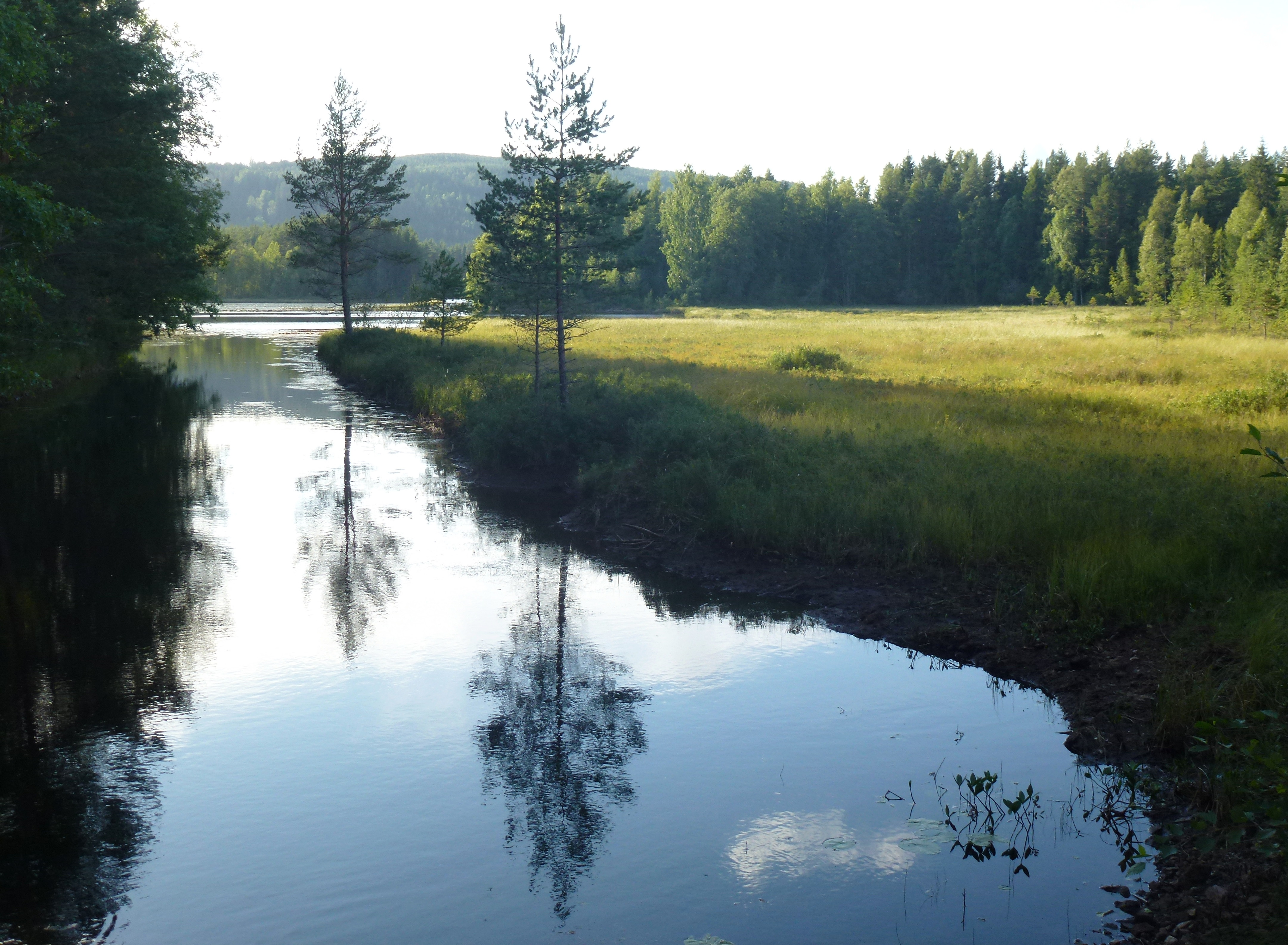
Skalltjärn och Abäcken
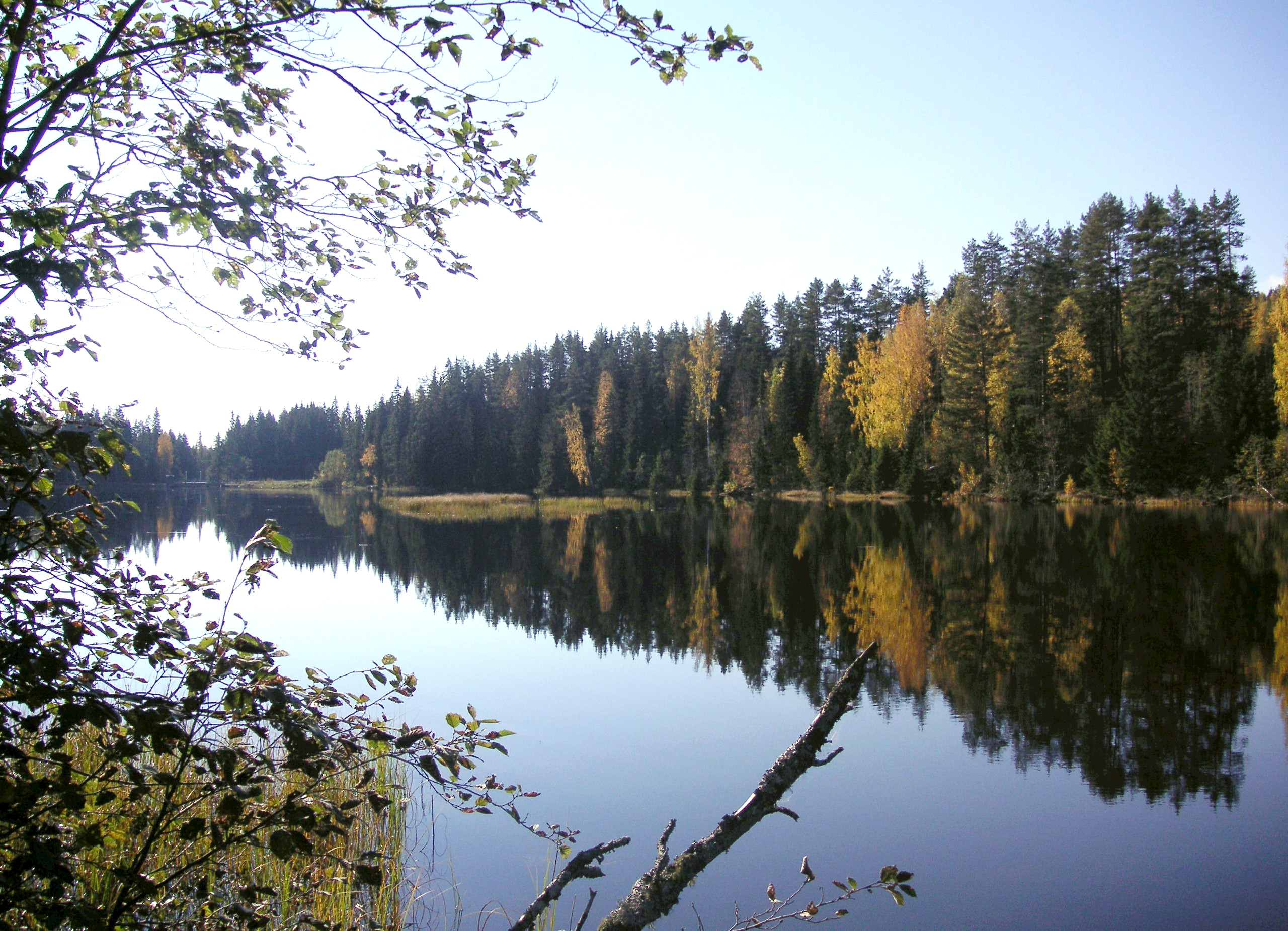
Sjön Nydammen, vy mot syd